# یواس‌اس اناکوستیا (۱۸۵۶)
یواس‌اس اناکوستیا (۱۸۵۶) (به انگلیسی: USS Anacostia (1856)) یک کشتی بود که طول آن ۱۲۹ فوت (۳۹ متر) بود. این کشتی در سال ۱۸۵۶ ساخته شد.